# Weser-Zeitung
Die Weser-Zeitung war ein „politisch-merkantiles Handelsblatt“ aus Bremen, das vom 1. Januar 1844 bis zum 30. September 1934 im Verlagshaus Carl Ed. Schünemann erschienen ist. Als liberale Tageszeitung erlangte sie überregionale Bedeutung. Zeitweise erschien die Zeitung zweimal täglich: in einer Morgen- und einer Abend- oder Mittagsausgabe.
Zu den Chefredakteuren der Weser-Zeitung zählten u. a. der spätere Bürgermeister Otto Gildemeister (von 1851 bis 1852), Emil Fitger (von 1886 bis 1917) – Bruder des Malers und Schriftstellers Arthur Fitger – sowie der spätere Senator Georg Borttscheller (von 1929 bis 1934).
Am 1. Oktober 1934 fusionierte die Weser-Zeitung mit den Bremer Nachrichten, bis 1944 lautete der Titel dann Bremer Nachrichten mit Weser-Zeitung.
Chefredakteur Fitger war 1906 auch Gründer des Vereins Niedersächsische Presse in  Hannover, in der die Zeitung vertreten war.

## Bekannte Mitarbeiter
- Otto Kriegk (1892-nach 1945), bekannter Journalist der Weser-Zeitung, später wichtiger Mitarbeiter im Reichspropagandaministerium
- Arnold Lindwurm 1866, Wirtschaftspädagoge, Publizist und Journalist und einer der intellektuellen Wegbereiter der modernen Betriebswirtschaftslehre[1]